# Іванов Модест Васильович
Модест Васильович Іванов (30 березня 1875, Гатчина — 1942, Ленінград) — російський морський офіцер, учасник російсько-японської та Першої світової воєн, радянський військово-морський діяч, контр-адмірал.

## Біографія
На службі з 1891 року. 15 вересня 1894 закінчив Морський кадетський корпус 36-м по успішності. Випущений мічманом. У 1896—1897 роках був у плаванні на крейсері «Генерал-Адмірал». 18 квітня 1899 був проведений в лейтенанти.
У 1900 році закінчив гідрографічне відділення Миколаївської морської академії, був зарахований до штурманські офіцери 1-го розряду. З 1901 по 1903 роки служив на різних кораблях ескадри Тихого океану. У 1903—1904 роках служив на портовому судні «Силач», одночасно виконуючи посаду начальника Дирекції маяків і лоцій Жовтого моря.
Під час російсько-японської війни перебував у Порт-Артурі, був штурманським офіцером морехідного канонірського човна «Відважний», потім завідував тральним караваном.
З 4.03.1906 по 3.09.1907 командував навчальним судном «Ринда». З 22.04.1907 отримував оклад капітан-лейтенанта по цензу. 11.06.1907 присвоєно звання капітан-лейтенанта.
У 1907 році був притягнутий до суду за побиття підполковника Вершиніна.
З 24 серпня 1907 року по 1908 командував ескадрених міноносців «Сторожовий». З 28.07.1909 по 1911 був начальником партії тралення мін загородження Балтійського моря. 06.12.1909 проведений в капітани 2-го рангу. З 19.12.1911 по 1915 командував навчальним судном «Ринда» і одночасно з 30.08.1913 завідував 1-м відділом машинної школи Балтійського флоту.
З 29.05.1915 по 1917 командував крейсером «Діана». 6.12.1915 присвоєно звання капітана 1-го рангу «за заслуги» (старшинство 19.06.1915).
З 4.11 по 9.11.1917 обіймав посаду товариша морського міністра з виконанням обов'язків голови Верховної морської колегії. 9.11.1917 призначений морським міністром. 21.11.1917 проведений в контр-адмірали.
Після революції служив у РСЧФ. 15.12.1922 звільнений у відставку, після цього працював у торговельному флоті.
Помер у блокадному Ленінграді в 1942 році, похований у братській могилі на Піскаревському кладовищі.

## Нагороди
Нагороджений Золотою шаблею з написом «За хоробрість» (02.04.1907), орденами Св. Володимира 4-го ступеня з мечами та бантом (02.04.1907), Святого Станіслава 2-го ступеня з мечами (22.12.1908).
Герой Праці (1936).